# Henry Bruce, II barone Aberdare
Henry Campbell Bruce, II barone Aberdare (Glamorgan, 19 giugno 1851 – Londra, 20 febbraio 1929), è stato un nobile e ufficiale inglese.

## Biografia
Era il figlio di Henry Bruce, I barone Aberdare, e della sua prima moglie, Annabella Beadon, figlia di Richard Beadon. Frequentò la Rugby School e la Friedrich Wilhelms Universitat di Berlino. Nel 1895, successe al padre come barone.

## Carriera
La sua carriera militare, in virtù del suo status nella nobiltà, è stata facilitata dall'inizio: ha servito nel Welch Regiment ed è diventato uno dei comandanti del III Battaglione nel 1899. Un anno dopo è stato nominato tenente colonnello e nel 1910 colonnello onorario del V Battaglione. In seguito Bruce è stato promosso a tenente colonnello del III Battaglione.
Bruce era presidente della University College e del National Museum Wales. Era un giudice di pace, assegnato a Glamorgan e ha rappresentato la regione prima come vice tenente dal dicembre 1901, in seguito come vice Lord Luogotenente.

## Matrimonio
Sposò, il 10 febbraio 1880, Constance Mary Beckett (?-8 febbraio 1932), figlia di Hamilton Beckett. Ebbero nove figli:
- Henry Lyndhurst Bruce (25 maggio 1881-14 dicembre 1914)[3], sposò Camilla Antoinette Clifford, ebbero una figlia;
- Margaret Cecilia Bruce (28 ottobre 1882-16 aprile 1949), sposò Orlando Bridgeman, V conte di Bradford, ebbero cinque figli;
- Clarence Bruce, III barone Aberdare (2 agosto 1885-4 ottobre 1957);
- Violet Bruce (8 novembre 1887-10 novembre 1887);
- John Hamilton Bruce (14 giugno 1889-8 aprile 1964), sposò Cynthia Juliet Duff, ebbero tre figli;
- Eva Isabel Marion Bruce (17 giugno 1892-29 gennaio 1987), sposò in prime nozze Algernon Strutt, III barone Belper, ebbero tre figli, e in seconde nozze Harry Primrose, VI conte di Rosebery, ebbero due figli;
- Constance Pamela Alice Bruce (14 giugno 1895-15 marzo 1978), sposò Edward Digby, XI barone Digby, ebbero quattro figli;
- Victor Austin Bruce (8 aprile 1897-1978), sposò Margaret Charlotte Beechey, ebbero tre figli;
- Robert Bruce (1 ottobre 1898-22 ottobre 1898).

## Morte
Morì il 20 febbraio 1929 a Londra. Sua nipote Pamela Digby è stata ambasciatrice americana in Francia.